# Sintria
La Sìntria è un torrente dell'Appennino faentino, il principale tributario del Senio.

## Percorso

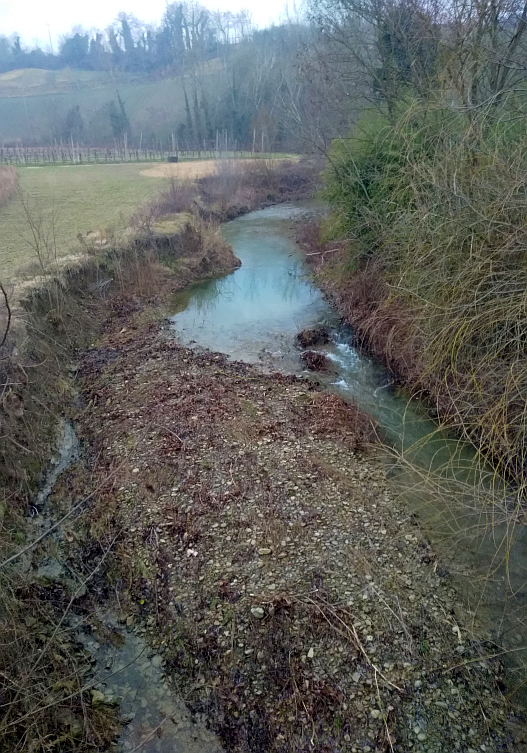
Il torrente nella campagna di San Giorgio in Vezzano

La Sintria nasce nell'estrema parte settentrionale del comune di Marradi, nella Romagna toscana. Scorre poi principalmente in direzione nord, in una valle parallela a quella del Senio. Nella frazione Villa San Giorgio in Vezzano (comune di Brisighella), la Sintria si getta da destra nel Senio, che da questo momento amplia la propria valle fino allo sbocco in pianura pochi chilometri più avanti.

## Affluenti
Tra i suoi affluenti vi è il rio di Cugno (da sinistra) e il rio Samba (da destra), entrambi ricevuti nel corso inferiore del torrente.